# 아산 오봉사 삼층석탑
아산 오봉사 삼층석탑은 충청남도 아산시 장존동에 있다. 2015년 8월 5일 아산시의 향토문화유산 제호로 지정되었다.

## 개요
오봉사 경내에 위치한 삼층석탑은 정면 3칸, 측면 2칸의 대웅전 앞 석축아래에 위치하고 있으며 석탑의 기초가 없어 다른 장소에서 옮겨진 것으로 추측된다.새로 마련한 화강암 대석위에 안상이 새겨진 하층기단이 있고, 그 위에 상대중석과 상대갑석이 있다. 3층의 탑신과 옥개석이 있으며 옥개석 위쪽의 상륜부는 없어졌고 상대갑석의 옥신괴임이 매우 높게 조성되어 있다. 옥신괴임과 1층 옥신의 크기가 맞지 않아 서로 다른 부재를 맞춘 듯하며 옥개석이 매우 두꺼우며 옥개석의 형태를 통해 고려시대 석탑으로 추정되어 왔다. 석탑 내부에서 확인된 다음의 명문을 통해 雍凞四季丁亥二月日(1행) 菩薩戒第子湯井郡(2행) 第二戶長鄭弘廉矣(3행) 등 총 8행으로 구성되어 조성시기 옹희4년(987), 조성지역(탕정군) 및 발원자(정홍염)를 확인할 수 있다.

## 지정 예고
2011년 5월 11일 충청남도지사는 오봉사 삼층석탑을 도 지정문화재 지정예고하였다.
지정사유
오봉사 삼층석탑은 정면 3칸, 측면 2칸의 대웅전 앞 석축아래에 위치하고 있으며 석탑의 기초가 없어 다른 장소에서 옮겨진 것으로 추측됨. 새로 마련한 화강암 대석위에 안상이 새겨진 하층기단이 있고, 그 위에 상대중석과 상대갑석이 있음. 3층의 탑신과 옥개석이 있으며 옥개석 위쪽의 상륜부는 없어졌고 상대갑석의 옥신괴임이 매우 높게 조성되어 있음. 옥신괴임과 1층 옥신의 크기가 맞지 않아 서로 다른 부재를 맞춘 듯하며 옥개석이 매우 두꺼우며 옥개석의 형태로 보아 고려시대 석탑으로 추정됨.
부재가 부분적으로 파손되고 상륜부가 없어졌으나, 사찰의 역사를 말해주는 석조물로, 역사적 가치가 높아 문화재자료로 지정하여 보존․관리하고자 함.

## 지정예고 결과
충청남도 문화재자료 지정예고되었으나, 최종적으로 문화재로 지정되지는 않았다.

장존동 주민들은 소견서에서 호적이 없는 탑으로 50여년전 흩어져 있는 것을 방모 주지가 건립하고 없어진 부분은 모 석재업체에서 제작하거나 자연석으로 완성된 것으로 사적 가치가 없다고 주장하고 있다. 특히 오봉사 3층 석탑은 석탑의 기초가 없고 축조 시기나 보존 및 사적 가치에 대한 조사가 제대로 이뤄지지 않은 채 갑사 등 5곳과 함께 동시에 문화재 등록을 추진하는 것은 책정된 문화재 예산을 사용하기 위한 목적이 배경에 잠재해 있는 것 아니냐 주민들의 곱지 않은 시선을 받고 있다. 
- 2011년 6월 22일 아시아투데이 기사 중에서 발췌 -